# Lijst van voetbalinterlands Nederland - Spanje (mannen)
Deze lijst van voetbalinterlands is een overzicht van alle officiële voetbalwedstrijden tussen de nationale teams van Nederland en Spanje. De landen hebben tot op heden vijftien keer tegen elkaar gespeeld. De eerste wedstrijd tussen beide landen was op 5 september 1920 in Antwerpen, tijdens de Olympische Spelen. De laatste confrontatie, een kwartfinale van de UEFA Nations League 2024/25, was op 23 maart 2025 in Valencia.

## Wedstrijden
| №  | № Int NED | Plaats       | Datum            | Competitie                  | Wedstrijd          | Uitslag |
| -- | --------- | ------------ | ---------------- | --------------------------- | ------------------ | ------- |
| 1  | 52        | Antwerpen    | 5 september 1920 | Olympische Spelen 1920      | Nederland − Spanje | 1 – 3   |
| 2  | 222       | Madrid       | 30 januari 1957  | Vriendschappelijk           | Spanje − Nederland | 5 – 1   |
| 3  | 326       | Amsterdam    | 2 mei 1973       | Vriendschappelijk           | Nederland − Spanje | 3 – 2   |
| 4  | 387       | Vigo         | 23 januari 1980  | Vriendschappelijk           | Spanje − Nederland | 1 – 0   |
| 5  | 411       | Sevilla      | 16 februari 1983 | EK 1984 kwalificatie        | Spanje − Nederland | 1 – 0   |
| 6  | 416       | Rotterdam    | 16 november 1983 | EK 1984 kwalificatie        | Nederland − Spanje | 2 – 1   |
| 7  | 435       | Barcelona    | 21 januari 1987  | Vriendschappelijk           | Spanje − Nederland | 1 – 1   |
| 8  | 579       | Sevilla      | 15 november 2000 | Vriendschappelijk           | Spanje − Nederland | 1 – 2   |
| 9  | 591       | Rotterdam    | 27 maart 2002    | Vriendschappelijk           | Nederland − Spanje | 1 – 0   |
| 10 | 698       | Johannesburg | 11 juli 2010     | WK 2010                     | Nederland − Spanje | 0 − 1   |
| 11 | 745       | Salvador     | 13 juni 2014     | WK 2014                     | Spanje − Nederland | 1 – 5   |
| 12 | 759       | Amsterdam    | 31 maart 2015    | Vriendschappelijk           | Nederland − Spanje | 2 – 0   |
| 13 | 814       | Amsterdam    | 11 november 2020 | Vriendschappelijk           | Nederland − Spanje | 1 – 1   |
| 14 | 872       | Rotterdam    | 20 maart 2025    | UEFA Nations League 2024/25 | Nederland − Spanje | 2 – 2   |
| 15 | 873       | Valencia     | 23 maart 2025    | UEFA Nations League 2024/25 | Spanje − Nederland | 3 – 3   |

## Samenvatting
| Competitie          | Totaal gespeeld | Winst Nederland | Gelijk | Winst Spanje | Doelsaldo Nederland – Spanje |
| ------------------- | --------------- | --------------- | ------ | ------------ | ---------------------------- |
| WK-eindronde        | 2               | 1               | 0      | 1            | 5 − 2                        |
| EK-kwalificatie     | 2               | 1               | 0      | 1            | 2 − 2                        |
| Olympische Spelen   | 1               | 0               | 0      | 1            | 1 − 3                        |
| UEFA Nations League | 2               | 0               | 2      | 0            | 5 − 5                        |
| Vriendschappelijk   | 8               | 4               | 2      | 2            | 11 − 11                      |
| Totaal              | 15              | 6               | 4      | 5            | 24 − 23                      |

Wedstrijden bepaald door strafschoppen worden, in lijn met de FIFA, als een gelijkspel gerekend.

## Details

### Elfde ontmoeting
| WK 2014 (Salvador, Brazilië, 13 juni 2014): |              | |
| Spanje | 1 – 5        | Nederland |
| Xabi Alonso 27' (pen.) | goals        | 44' Robin van Persie 53' Arjen Robben 65' Stefan de Vrij 72' Robin van Persie 80' Arjen Robben                                                                                           |
| Vicente del Bosque | bondscoach   | Louis van Gaal |
| Iker Casillas César Azpilicueta Gerard Piqué Sergio Ramos Jordi Alba Xavi Hernández Xabi Alonso 62' Sergio Busquets David Jiménez Silva 78' Diego Costa 62' Andrés Iniesta | opstellingen | Jasper Cillessen Daryl Janmaat Ron Vlaar 77' Stefan de Vrij Bruno Martins Indi Daley Blind 62' Jonathan de Guzman Wesley Sneijder Nigel de Jong Arjen Robben ( 79') 79' Robin van Persie |
| Pedro Rodríguez 62' Fernando Torres 62' Cesc Fàbregas 78' | wissels      | 62' Georginio Wijnaldum 77' Joël Veltman 79' Jeremain Lens |
| Iker Casillas 65' | gele kaarten | 25' Jonathan de Guzman 41' Stefan de Vrij 66' Robin van Persie |

### Twaalfde ontmoeting
| Vriendschappelijk (Amsterdam, 31 maart 2015): |              | |
| Nederland | 2 – 0        | Spanje |
| Stefan de Vrij 13' Davy Klaassen 16' | goals        | |
| Guus Hiddink | bondscoach   | Vicente del Bosque |
| Kenneth Vermeer Daryl Janmaat Stefan de Vrij Bruno Martins Indi Jetro Willems Daley Blind 73' Davy Klaassen Wesley Sneijder 62' Luciano Narsingh Klaas-Jan Huntelaar 79' Memphis Depay 85' | opstellingen | David de Gea Daniel Carvajal 69' Gerard Piqué Raúl Albiol Juan Bernat 69' Mario Suárez Cesc Fàbregas 76' Santi Cazorla 46' Pedro Rodríguez 62' Juanmi 46' Isco |
| Georginio Wijnaldum 62' Jonathan de Guzman 73' Bas Dost 79' Ibrahim Afellay 85' | wissels      | 46' David Silva 46' Vitolo 62' Álvaro Morata 69' Mikel San José 69' Sergio Ramos 76' Andrés Iniesta                                                            |

KNVB ·
A-internationals ·
Bondscoaches (m) ·
Topscorers ·
Nederlands vrouwenelftal ·
Bondscoaches (v) ·
Nederland B ·
Olympisch elftal ·
Jong Oranje ·
Nederland –20 ·
Nederland –19 ·
Nederland –18 ·
Nederland –17 ·
Nederland –16 ·
Nederland –15 ·
Nederlands amateurelftal ·
Nederlands zaterdagelftal ·
Jong OranjeLeeuwinnen ·
Vrouwen –20 ·
Vrouwen –19 ·
Vrouwen –18 ·
Vrouwen –17 ·
Vrouwen –16 ·
Vrouwen –15 ·
Militair mannenelftal ·
Militair vrouwenelftal ·
Strandteam ·
Vrouwen Strandteam ·
Futsalteam ·
Vrouwen Futsalteam

EK-wedstrijden ·
WK-wedstrijden ·
Resultaten kwalificaties en eindronden ·
Nederland B-wedstrijden ·
Officieuze wedstrijden ·
EK-wedstrijden vrouwen ·
WK-wedstrijden vrouwen ·
Resultaten vrouwen kwalificaties en eindronden
1905 – 1919 ·
1920 – 1929 ·
1930 – 1939 ·
1940 – 1949 ·
1950 – 1959 ·
1960 – 1969 ·
1970 – 1979 ·
1980 – 1989 ·
1990 – 1999 ·
2000 – 2009 ·
2010 – 2019 ·
2020 – 2029
2015 ·
2016 ·
2017 ·
2018 ·
2019 ·
2020 ·
2021 · 
2022
EK's: 1976 · 
1980 · 
1988 · 
1992 · 
1996 · 
2000 · 
2004 · 
2008 · 
2012 · 
2020 · 
2024
WK's: 1934 · 
1938 · 
1974 · 
1978 · 
1990 · 
1994 · 
1998 · 
2006 · 
2010 · 
2014 · 
2022
OS: 1908 ·
1912 ·
1920 ·
1924 ·
1928 ·
1948 ·
1952 ·
2008
Albanië ·
Andorra ·
Argentinië ·
Armenië ·
Australië ·
België ·
Bosnië en Herzegovina ·
Brazilië ·
Bulgarije ·
Canada ·
Chili ·
China ·
Colombia ·
Costa Rica ·
Curaçao ·
Cyprus ·
DDR ·
Denemarken ·
Duitsland ·
Ecuador ·
Egypte ·
Engeland ·
Estland ·
Faeröer ·
Finland ·
Frankrijk ·
GOS · 
Georgië ·
Ghana ·
Gibraltar ·
Griekenland ·
Hongarije ·
Ierland ·
IJsland ·
Indonesië ·
Iran ·
Israël ·
Italië ·
Ivoorkust ·
Japan ·
Joegoslavië ·
Kameroen ·
Kazachstan ·
Kroatië ·
Letland ·
Liechtenstein ·
Luxemburg ·
Malta ·
Marokko ·
Mexico ·
Moldavië ·
Montenegro ·
Nederlandse Antillen ·
Nigeria ·
Noord-Ierland ·
Noord-Macedonië ·
Noorwegen ·
Oekraïne ·
Oostenrijk ·
Paraguay ·
Peru ·
Polen ·
Portugal ·
Qatar ·
Roemenië ·
Rusland ·
Saarland ·
San Marino ·
Saoedi-Arabië ·
Schotland ·
Senegal ·
Servië en Montenegro ·
Slovenië ·
Slowakije ·
Sovjet-Unie ·
Spanje ·
Suriname ·
Thailand ·
Tsjechië ·
Tsjecho-Slowakije ·
Tunesië ·
Turkije ·
Uruguay ·
Verenigd Koninkrijk ·
Verenigde Staten ·
Wales ·
Wit-Rusland ·
Zuid-Afrika ·
Zuid-Korea ·
Zweden ·
Zwitserland
Argentinië (1978) ·
Argentinië (2006) ·
Argentinië (2014) ·
Argentinië (2022) ·
Australië (2014) ·
Brazilië (2014) ·
Chili (2014) · 
Costa Rica (2014) ·
Denemarken (2010) ·
Denemarken (2012) ·
Duitsland (2012) · 
Ecuador (2022) · 
Frankrijk (2008) ·
Italië (2008) ·
Ivoorkust (2006) ·
Japan (2010) ·
Kameroen (2010) ·
Mexico (2014) · 
Noord-Macedonië (2021) · 
Oekraïne (2021) · 
Oostenrijk (2021) · 
Portugal (2006) ·
Portugal (2012) ·
Portugal (2019) ·
Qatar (2022) ·
Roemenië (2008) ·
Rusland (2008) ·
San Marino (2011) ·
Senegal (2022) ·
Servië en Montenegro (2006) ·
Sovjet-Unie (1988) ·
Spanje (2010) ·
Spanje (2014) ·
Tsjechië (2021) · 
Uruguay (2010) ·
Verenigde Staten (2022) · 
West-Duitsland (1974)
RFEF · A-internationals · Selecties · Bondscoaches · Spaans vrouwenelftal · Olympisch elftal · Spanje U21 · Spanje U20 · Spanje U19 · Spanje U18 · Spanje U17 · Spanje U16 · Vrouwen U17
1920 – 1929 ·
1930 – 1939 ·
1940 – 1949 ·
1950 – 1959 ·
1960 – 1969 ·
1970 – 1979 ·
1980 – 1989 ·
1990 – 1999 ·
2000 – 2009 ·
2010 – 2019 ·
2020 − 2029
EK's: 1964 · 
1980 · 
1984 · 
1988 · 
1996 · 
2000 · 
2004 · 
2008 · 
2012 · 
2016 · 
2020 · 
2024
WK's: 1934 · 
1950 · 
1962 · 
1966 · 
1978 · 
1982 · 
1986 · 
1990 · 
1994 · 
1998 · 
2002 · 
2006 · 
2010 · 
2014 · 
2018 · 
2022
OS: 1920 ·
1924 · 
1928 · 
1968 · 
1976 · 
1980 · 
1992 · 
1996 · 
2000 · 
2012 ·
2020
1920 · 
1921 · 
1922 · 
1923 · 
1924 · 
1925 · 
1926 · 
1927 · 
1928 · 
1929 · 
1930 · 
1931 · 
1932 · 
1933 · 
1934 · 
1935 · 
1936 · 
1937 · 1939 · 1940 · 
1941 · 
1942 · 
1943 · 1944 · 
1945 · 
1946 · 
1947 · 
1948 · 
1949 · 
1950 · 
1952 · 
1952 · 
1953 · 
1954 · 
1955 · 
1956 · 
1957 · 
1958 · 
1959 · 
1960 · 
1961 · 
1962 · 
1963 · 
1964 · 
1965 · 
1966 · 
1967 · 
1968 · 
1969 · 
1970 · 
1971 · 
1972 · 
1973 · 
1974 · 
1975 · 
1976 · 
1977 · 
1978 · 
1979 · 
1980 · 
1981 · 
1982 · 
1983 · 
1984 · 
1985 · 
1986 · 
1987 · 
1988 · 
1989 · 
1990 · 
1991 · 
1992 · 
1993 · 
1994 · 
1995 · 
1996 · 
1997 · 
1998 · 
1999 · 
2000 · 
2001 · 
2002 · 
2003 · 
2004 · 
2005 · 
2006 · 
2007 · 
2008 · 
2009 · 
2010 · 
2011 · 
2012 · 
2013 ·
2014 ·
2015 ·
2016 ·
2017 ·
2018 ·
2019 ·
2020 ·
2021 ·
2022
Albanië ·
Algerije ·
Andorra ·
Argentinië ·
Armenië ·
Australië ·
Azerbeidzjan ·
België ·
Bolivia ·
Bosnië en Herzegovina ·
Brazilië ·
Bulgarije ·
Canada ·
Chili ·
China ·
Colombia ·
Costa Rica ·
Cyprus ·
DDR ·
Denemarken ·
Duitsland ·
Ecuador ·
Egypte ·
El Salvador ·
Engeland ·
Estland ·
Equatoriaal-Guinea · 
Faeröer ·
Finland ·
Frankrijk ·
GOS ·
Georgië ·
Griekenland ·
Haïti ·
Honduras ·
Hongarije ·
Ierland ·
IJsland ·
Irak ·
Iran ·
Israël ·
Italië ·
Ivoorkust ·
Japan ·
Joegoslavië ·
Jordanië ·
Kosovo ·
Kroatië ·
Letland ·
Liechtenstein ·
Litouwen ·
Luxemburg ·
Malta ·
Marokko ·
Mexico ·
Nederland ·
Nieuw-Zeeland ·
Nigeria ·
Noord-Ierland ·
Noord-Macedonië ·
Noorwegen ·
Oekraïne ·
Oostenrijk ·
Panama ·
Paraguay ·
Peru ·
Polen ·
Portugal ·
Puerto Rico ·
Roemenië ·
Rusland ·
San Marino ·
Saoedi-Arabië ·
Schotland ·
Servië ·
Servië en Montenegro ·
Slovenië ·
Slowakije ·
Sovjet-Unie ·
Tahiti ·
Tsjechië ·
Tsjecho-Slowakije ·
Tunesië ·
Turkije ·
Uruguay ·
Venezuela ·
Verenigde Staten ·
Wales ·
Wit-Rusland ·
Zuid-Afrika ·
Zuid-Korea ·
Zweden ·
Zwitserland
Australië (2014) ·
Brazilië (2013) ·
Chili (2010) ·
Chili (2014) ·
Costa Rica (2022) ·
Duitsland (2008) ·
Duitsland (2022) ·
Engeland (1982) ·
Engeland (2024) ·
Frankrijk (1984) ·
Frankrijk (2006) ·
Frankrijk (2012) ·
Frankrijk (2021) ·
Griekenland (2008) ·
Honduras (2010) ·
Ierland (2012) ·
Iran (2018) ·
Italië (2008) ·
Italië (2012, 1) ·
Italië (2012, 2) ·
Italië (2016) ·
Italië (2021) ·
Japan (2022) ·
Kroatië (2012) ·
Kroatië (2021) ·
Marokko (2018) ·
Marokko (2022) ·
Nederland (2010) ·
Nederland (2014) ·
Oekraïne (2006) ·
Paraguay (2002) ·
Polen (2021) ·
Portugal (2012) ·
Portugal (2018) ·
Rusland (2008, 1) ·
Rusland (2008, 2) ·
Rusland (2018) ·
Saoedi-Arabië (2006) ·
Slovenië (2002) ·
Slowakije (2021) ·
Sovjet-Unie (1964) ·
Tsjechië (2016) ·
Tunesië (2006) ·
Turkije (2016) ·
West-Duitsland (1982) ·
Zuid-Afrika (2002) ·
Zweden (2008) ·
Zweden (2021) ·
Zwitserland (2010) ·
Zwitserland (2021)